# Блонський Кирило Іванович
Бло́нський Кири́ло Іва́нович (1803, Уторопи — 30 червня 1852, Шешори або 1 липня 1852, Пістинь) — греко-католицький священник, активний діяч галицького культурного відродження. Збирав народні пісні на Станіславщині, працював над українською граматикою, писав поезії. 1848 року депутат австрійського сейму. Батько Тита Блонського.

## Життєпис

### Душпастирська праця
Висвячений на одруженого священика 1828 р. Був парохом у Товмачі (нині Тлумач), у Биткові (до 1841 р.) й Шешорах (1841—1852 рр.), короткий час опікувався парафією в Пістині (1844—1845 рр.).

### Просвітницька і літературна діяльність
Навчався у Львівському і Віденському  університетах (вписався на перший рік богослов'я 1824 р.) У 1820-х pp. збирав фольклор і матеріали до словника народної мови, його записи українських народних пісень використані у збірнику «Пісні польські й руські галицького люду» Вацлава з Олеська (1833 р.). Підтримував зв'язки з «Руською трійцею». Перекладав рідною мовою оди Горація, твори Й.Ґете. Заснував народні школи в Биткові, Шешорах і Прокураві, уклав українську читанку для сільських шкіл (1848).
1848 — депутат австрійського парламенту. У Відні підготував до публікації «Енеїду» Івана Котляревського зі вступною статтею Якова Головацького (через раптовий від'їзд Блонського зі столиці у зв'язку з розпуском парламенту, поема не була надрукована). Надруковано оголошення Блонського про відкриття передплати на «Енеїду» — одна з перших у Галичині публікацій про Івана Котляревського.